# Partis du cartel
Le terme partis du cartel (Kartellparteien en allemand) désigne une coalition politique de l'Empire allemand entre les conservateurs et les nationaux-libéraux qui existe entre 1887 et 1890.

## Composition et formation
En 1887, afin de soutenir le chancelier impérial Otto von Bismarck lors des élections législatives, une coalition composée du parti conservateur allemand, du parti conservateur libre et du parti national-libéral est formée. Ils s'accordent sur des candidats communs dans les différentes circonscriptions ou sur des arbitrages en cas de ballotage.
Les partis du cartel, positionnés à droite sur l'échiquier politique, profitent de la peur d'une guerre contre la France pour gagner des sièges lors des élections. Les nationaux-libéraux en particulier y progressent de 48 mandats au détriment des libéraux de gauche et des sociaux-démocrates.
Cette victoire permet au chancelier d'avoir une nouvelle fois une majorité stable au parlement. Il est cependant lié politiquement à la coalition. La coalition obtient d'importants succès au début : ainsi en 1887 elle vote la loi sur le septennat. Un an plus tard, une réforme militaire renforce une nouvelle fois l'armée. Les conservateurs ayant une base électorale constituée d'agriculteurs et de propriétaires terriens, ils accueillent avec enthousiasme la nouvelle loi réglementant les taxes sur le sucre et les liqueurs qui leur est favorable. La coalition vote également pour un allongement des mandats parlementaires de 3 à 5 ans, ainsi que la reconduction des lois antisocialistes.

## Chute
Les liens entre alliés se distendent cependant. Un conflit éclate au sujet de la seconde « loi de paix », qui doit mettre fin au Kulturkampf. Les nationaux-libéraux, qui avait fait du Kulturkampf leur cheval de bataille, votent contre la proposition de loi qui est donc rejetée. La tentative d'augmenter une nouvelle fois les barrières douanières sur les céréales dans le cadre de la politique douanière protectionniste rencontre également la désapprobation des libéraux. Cette loi est toutefois votée grâce au soutien du Zentrum.
Dans les différents partis de la coalition ceux voulant la briser gagnent en poids. Ainsi l'aile droite radicale du parti conservateur rêve d'un parti conservateur populaire, anticapitaliste, antisémite, antilibéral et chrétien-social. Un programme plus proche de celui du Zentrum donc. Chez les nationaux-libéraux des doutes s'installent à propos de la répression de la social-démocratie et de la politique coloniale. Le parti reste également farouchement opposé à la politique sociale. La loi sur les retraites et sur l'assurance invalidité a besoin du soutien du Zentrum pour être votée en 1889.
L'arrivée sur le trône de Guillaume II coïncide avec la fin du cartel. Le nouvel Empereur, tout comme l'opinion publique, considère en effet que les lois antisocialistes ont échoué et est favorable à une politique de conciliation, dite politique du nouveau cours. Bismarck et les conservateurs avec en première ligne Wilhelm von Kardorff ne veulent par contre pas y renoncer. La coalition éclate, les partis en ayant fait partie essuient une cuisante défaite lors des élections législatives anticipées de 1890 face au Zentrum, aux libéraux de gauche et aux sociaux-démocrates.
Cette défaite marque l'escalade du conflit entre Bismarck et l'Empereur. Finalement, le chancelier doit présenter sa démission en mars 1890, ce qui marque également la fin du cartel.